# Homeland (sèrie)
Homeland és una sèrie de televisió desenvolupada per Howard Gordon i Alex Gansa, basada en la sèrie israeliana Hatufim (presoners de guerra), creada per Gideon Raff.
És protagonitzada per Claire Danes com a Carrie Mathison, una agent de la CIA, i per Damian Lewis com a Nicholas Brody, un Marine. Mathison creu que Brody, que ha estat presoner de guerra d'al-Qaeda, ha canviat de bàndol i que ara és una amenaça per als Estats Units.
La sèrie ha rebut bones crítiques, a més de diversos premis, incloent-hi el Primetime Emmy a Millor Sèrie Dramàtica el 2012, el Globus d'Or a la millor sèrie de televisió dramàtica el 2012 i el 2013, i el Primetime Emmy a Millor Actor en Sèrie Dramàtica i a Millor Actriu per a Damian Lewis i Claire Danes, respectivament.

## Argument
La trama segueix a Carrie Mathison, una oficial d'operacions de la CIA qui, després de portar a terme una operació no autoritzada a l'Iraq, és posada sota tutela i reassignada al Centre de Contraterrorisme de la CIA a Langley, Virgínia. A l'Iraq, Carrie va ser alertada que un presoner de guerra estatunidenc havia passat a formar part d'al-Qaeda.
La feina de Carrie es torna més complicada quan el seu cap, el director del Centre Contraterrorista David Estes, truca a Carrie i als seus col·legues per a una trobada d'emergència. Carrie s'assabenta que Nicholas Brody, un sergent dels marines donat com a desaparegut en acció des de 2003 ha estat rescatat durant un atac de la Delta Force mentre buscaven el terrorista Abu Nazir. Carrie creu que Brody és el presoner de guerra estatunidenc del qui li va parlar el seu contacte a l'Iraq. Malgrat tot, el govern federal i els superiors de Carrie a la CIA consideren Brody com un heroi de guerra.
Adonant-se que serà pràcticament impossible convèncer el seu cap de posar Brody sota vigilància, Carrie es dirigeix a l'única persona en qui pot confiar, el seu mentor, Saul Berenson. Ambdós ara treballaran conjuntament per investigar Brody i prevenir un nou atac terrorista en territori americà.

## Repartiment

### Personatges principals
- Claire Danes com a Carrie Mathison, una oficial d'intel·ligència de la CIA destinada al Centre Contraterrorista. Pateix de trastorn bipolar i és l'única que creu que Brody és un terrorista.
- Damian Lewis com a Nicholas Brody, un congressista i sergent retirat del Cos de Marines que va ser rescatat per la Delta Force després d'haver estat retingut per al-Qaeda com a presoner de guerra durant 8 anys.
- Mandy Patinkin com a Saul Berenson, mentor de Carrie i Cap de la Divisió Orient Mitjà de la CIA
- Morena Baccarin com a Jessica Brody, muller de Nicholas Brody que intenta ajustar el seu retorn a la seva vida
- David Harewood com a David Estes, director del Centre de Contraterrorisme de la CIA i cap de Carrie, amb qui manté una tumultuosa relació a causa de la manera agressiva de treballar que té Carrie, a més del suggeriment d'una relació sexual entre ambdós.
- Diego Klattenhoff com a Mike Faber, un major dels Marines. Era el millor amic de Nicholas i, assumint que aquest estava mort, començà una relació amb Jessica Brody.
- Jamey Sheridan com a William Walden, vicepresident dels Estats Units i anterior cap de la CIA
- David Marciano com a Virgil, company de Carrie en la vigilància de Brody
- Navid Negahban com a Abu Nazir, un alt membre d'al-Qaeda.
- Jackson Pace com a Chris Brody, fill de Nicholas Brody
- Morgan Saylor com a Dana Brody, filla de Nicholas Brody

### Personatges secundaris
- Hrach Titizian com a Danny Galvez, un oficial de la CIA d'orígens libanesos i guatemaltencs
- Chris Chalk com a Tom Walker , un marine que també va ser capturat amb Brody
- Amy Hargreaves com a Maggie Mathison , germana de Carrie i psiquiatra
- Maury Sterling com a Max , germà de Virgil, que l'ajuda en la vigilància de Brody
- Taylor Kowalski com a Xander , novio de Dana
- James Rebhorn com a Frank Mathison , pare de Carrie
- Rupert Friend com a Peter Quinn , analista de la CIA
- Timothée Chalamet com a Finn Walden , fill del vicepresident Walden pel qual Dana s'interessa
- Zuleikha Robinson com a Roya Hammad , contacte entre Brody i Abu Nazir

## Episodis
| Temporada | No. | Títol                | Dirigit per        | Escrit per                              | Argument |
| --------- | --- | -------------------- | ------------------ | --------------------------------------- | --- |
| 1         | 1   | Pilot                | Michael Cuesta     | Howard Gordon, Alex Gansa & Gideon Raff | Quan l'antic sergent de marines, Nicholas Brody, és rescatat després d'haver estat mantingut en captivitat durant 8 anys a l'Afganistan, l'oficial d'operacions de la CIA Carrie Mathison creu que ha estat convertit per al-Qaeda en un agent dorment després d'haver estat advertida prèviament que un presoner estatunidenc havia estat convertit. |
| 1         | 2   | Grace                | Michael Cuesta     | Alex Gansa                              | Carrie continua vigilant Brody, però és incapaç de seguir les seves accions al garatge, que ha quedat com un punt cec, on Brody comença a fer una pregària islàmica. Mentrestant, Carrie rep confirmació visual d'un agent on es veu el membre d'al-Qaeda Abu Nazir en un vídeo en una trobada amb el príncep reial de l'Aràbia Saudita. |
| 1         | 3   | Clean Skin           | Dan Attias         | Chip Johannessen                        | Els Brody es preparen per a una entrevista a la televisió; mentre que l'equip de Carrie se centra en el complot d'al-Qaeda. |
| 1         | 4   | Semper I             | Jeffrey Nachmanoff | Howard Gordon & Alex Gansa              | Els poders polítics estan fent grans plans per a l'heroi nacional Brody, però el seu comportament erràtic amenaça el seu estatus d'estimat pels mitjans. Carrie cada cop està més desesperada per trobar proves que enllacin Brody amb Abu Nazir, mentre que Saul la dirigeix perquè se centri en com mou Nazir mou els diners. |
| 1         | 5   | Blind Spot           | Clark Johnson      | Alexander Cary                          | Brody s'enfronta a l'únic supervivent entre els insurgents que el subjectaven, fent que Carrie cregui que pot tenir la raó sobre Brody d'una vegada per totes, però la reunió de Brody amb el seu captor sorprèn a tots, l'agència està darrere de la pista dels amants que van comprar un casa prop de l'aeroport, amb fons d'un collaret robat. |
| 1         | 6   | The Good Soldier     | Brad Turner        | Henry Bromell                           | Anant a tentines després de perdre personatges clau al complot de Nazir contra els Estats Units, la CIA ordena que tothom que ha estat en contacte amb ell passi pel polígraf, Brody inclòs, i Carrie ho veu com una oportunitat per esbrinar finalment la veritat, resulta principalment en revelacions personals de Saul i David. Saul demana un traspàs a l'estació de Nova Delhi, esperant arreglar la seva relació amb la seva esposa. La relació de Carrie amb Brody esdevé més personal. Els amants estan en marxa i són perseguits per més grups a més de la CIA. |
| 1         | 7   | The Weekend          | Brad Turner        | Michael Cuesta                          | La relació entre Carrie i Brody esdevé més complicada quan es dirigeixen cap a l'interior del país per passar el cap de setmana, mentre que Mike i Jessica encaren la veritat sobre la seva relació i Saul agafa Aileen mentre fugia cap a Mèxic. |
| 1         | 8   | Achilles Heel        | Brad Turner        | Tucker Gates                            | Mentre Carrie i Saul s'assabenten pels mitjans que Walker és viu, la comunitat de intel·ligència topa sobre el millor pla per capturar-lo; i Brody aprèn una colpidora veritat sobre el seu captiveri. |
| 1         | 9   | Crossfire            | Brad Turner        | Jeffrey Nachmanoff                      | Després del seu intent de tallar els lligams amb Abu Nazir, Brody es veu revivint el seu captiveri i reconsidera la seva missió; Carrie es troba a si mateixa en mig un malson de relacions públiques sobre el tiroteig a una mesquita. |
| 1         | 10  | Representative Brody | Guy Ferland        | Henry Bromell                           | Carrie i Saul identifiquen el contacte de Walker a Washington però el seu objectiu té immunitat diplomàtica; Brody s'apropa per competir per a un escó de congressista a la Cambra de Representants. |
| 1         | 11  | The Vest             | Clark Johnson      | Meredith Stiehm & Chip Johannessen      | Abans de l'explosió, Saul troba a Carrie hospitalitzada i maníaca, però s'adona que les seves teories caòtiques tenen mèrit; abans de començar la seva campanya pel Congrés, Brody s'emporta la seva família de cap de setmana a Gettysburg, on arregla una cosa important. |
| 1         | 12  | Marine One           | Michael Cuesta     | Alex Gansa & Howard Gordon              | Mentre que Carrie es troba mig catatònica i confinada al llit, Saul investiga les implicacions de la seva investigació; Walker assegura un punt elevat per la seva missió; Brody fa el seu preparatiu final per la política del Vicepresident relativa al Departament d'Estat. |

## Desenvolupament de la història
Basada en la sèrie israeliana Hatufim, de Gideon Raff, Homeland va ser desenvolupada per Howard Gordon i Alex Gansa a inicis del 2010. ambdós havien treballat conjuntament a 24. El 19 de setembre del 2010, el canal Showtime presentà un projecte a David Nevins, qui esdevindria president de Showtime. Gordon, Gansa i Raff van escriure el pilot, dirigit per Michael Cuesta, i amb Gordon, Gansa, Raff, Avi Nir i Ran Telem com a productors executius.

## Rebuda

### Resposta de la crítica
La primera temporada rebé una molt bona rebuda, assolint una puntuació a Metacritic de 91 sobre 100 de 28 crítics. TV Guide la senyalà com la millor sèrie del 2011, aplaudint especialment les interpretacions de Damian Lewis i de Claire Danes. Metacritic senyalà que Homeland era la segona millor sèrie de televisió del 2011 d'acord amb els principals crítics televisius. La segona temporada també rebé l'aplaudiment general, assolint una puntuació de 96 sobre 100 de 21 crítics de Metacritic.
El President dels Estats Units Barack Obama ha lloat la sèrie.